# ريتشارد والتر ثوماس
     لشخصية أخرى تحمل اسم ريتشارد والتر ثوماس، طالع ريتشارد توماس (توضيح).

ريتشارد والتر توماس (ولد في 2 أبريل 1939) (بالإنجليزية: Richard Walter Thomas) هو أستاذ أمريكي من أصل أفريقي متقاعد من جامعة ميشيغان الحكومية معروف بعمله في القضايا السوداء والعلاقات العرقية. لقد نشر عددًا من الأعمال الدراسية، وجمعت شعره في مختلف الأنطولوجيات، وقام بالعديد من المحاضرات والورشات والمقابلات حول مواضيع العرق والعلاقات العرقية.
ولد وترعرع في ديترويت، ميشيغان، في شبابه المتأخر تعرف توماس على الأشكال المبكرة لحركات قوة سوداء وانضم إلى البهائية في عام 1962. التقى بأشخاص مثل مارغريت دانر ورون ميلنر. ثم أصبح توماس طالبًا في جامعة ولاية ميشيغان (MSU) في عام 1966. عندما عاد إلى المنزل في ذلك الصيف شهد أعمال شغب ديترويت 1967، وبعد بعض النشاطات في الحرم الجامعي والنجاح في النشر، في سنته الجامعية الثالثة حضر جنازة مارتن لوثر كينغ الابن وبدأ في العمل على قضايا العرق في الجامعة وخارجها. في سنته الأخيرة أسس توماس برنامج مساعدة للطلاب السود في الحرم الجامعي، وكتب لجريدة الحرم الجامعي وانتقل مباشرة إلى برنامج درجة الماجستير. في عام 1970 تخرج توماس وانضم إلى طاقم مركز الشؤون الحضرية الجديد في الجامعة وتم تضمين شعره في مجموعة من الكتابة السوداء. في نفس الوقت تقريبًا تزوج توماس من جون مانينغ من ولاية كارولينا الجنوبية. قبل أن تأتي إلى جامعة ولاية ميشيغان في عام 1968 كانت جزءًا من رد الفعل على مجزرة أورانجبورغ. واصل كلاهما شغل مناصب مختلفة على مدى السنوات القليلة التالية وبحلول عام 1976 كان لديهما طفلان وبدآ السعي للحصول على درجة الدكتوراه في جامعة ميشيغان في آن أربور - أنهى توماس رسالته في عام 1976 حول تاريخ السود في ديترويت من 1915 إلى 1945 وأكملت جون رسالتها في عام 1977.
العودة إلى جامعة ولاية ميشيغان في عام 1979، بدأ توماس كأستاذ مشارك في دراسات العرق والإثنيات يعمل في برنامج القسم الجديد لدراسة حقوق الإنسان. كان أول برنامج في الحرم الجامعي يضم تاريخ الأمريكيين الأفارقة بالإضافة إلى أمثلة من العالم الأوسع لقضايا العرق والعمل الذي يتم تنفيذه لمعالجتها. في ذلك العام، شارك أيضًا في تأليف كتاب السود وشicanos في المناطق الحضرية في ميشيغان. واصل آل توماس الخدمة والظهور في المجتمع البهائي مثل التواجد في الذكرى الخمسين لـمدرسة لوهلين البهائية. أعطى توماس محاضرة لمدة 30 دقيقة في المؤتمر التاسع لجمعية الدراسات البهائية (ABS) في عام 1984 واستمر في المساهمة في مؤتمرات ومنشورات ABS في السنوات اللاحقة: ندوة ليوم كامل حول القضايا بين الثقافات، مُنظم ومحرر للأوراق المدعوة حول "نماذج الوحدة العرقية" وكرسي محاضرات ذكرى حسن م. بلوزي. كما ساهم بفصل في كتاب Circle of Unity. بدأ توماس أيضًا في الظهور والمساعدة في المبادرات المتعلقة بالعدالة والمساواة العرقية في المجتمعات مثل شيكاغو في برنامج فاز بجائزة.
في عام 1987 تم تعيين توماس أستاذًا في جامعة ولاية ميشيغان وشارك في كتابة ديترويت: العرق والتنمية غير المتكافئة عبر دار نشر جامعة تمبل، وهو نص تم تحديثه وطباعته بواسطة دار نشر جامعة ولاية ميشيغان. سلطت مساهمته الضوء على ما بدأ توماس يفكر فيه كتقليد آخر للتعاون بين السود والبيض، مناهضة العنصرية. في نفس العام أصبح توماس عضوًا مؤسسًا في تجمع الرجال السود (BMG) لتشجيع قيادة خدمة الرجال السود في الدين. في عام 1992 قام توماس بمراجعة رسالته للدكتوراه ونشر الحياة لنا هي ما نصنعه: بناء المجتمع الأسود في ديترويت، 1915-1945 عبر دار نشر جامعة إنديانا وحضر توماس أيضًا المؤتمر البهائي العالمي. الآن باستخدام مصطلح "التقليد الآخر"، في عام 1993 كتب توماس الوحدة العرقية: ضرورة للتقدم الاجتماعي وفهم الوحدة بين الأعراق: دراسة للعلاقات العرقية في الولايات المتحدة. كان عام 1996 بداية تنفيذ مشروع تجربة الحياة متعددة الأعراق (MRULE) في جامعة ولاية ميشيغان الذي أسسه مع أحد طلبته في الدراسات العليا وكان في النهاية موضوع عدة درجات متقدمة في عدة جامعات. في عام 1997 ساهم توماس بفصل في كتاب عن كيفية مساهمة المنظمات غير الربحية وغير الحكومية في العدالة الاجتماعية في العدالة الاجتماعية والعمل الخيري حيث قام بمراجعة مجتمع البهائيين الأميركيين كحالة واحدة. منذ عام 1997 كان توماس غالبًا ما يتم انتخابه سنويًا لمجلس البهائيين الإقليمي للمنطقة – مؤسسة متوسطة المستوى مع مسؤوليات على المجتمعات البهائية في عدة ولايات. في عام 2002 كتب توماس ربط الفجوات العرقية في المجتمعات الحضرية في ميشيغان والذي نشر عبر دار نشر جامعة ولاية ميشيغان وتوجت عدة عقود من العمل في النص أنوار الروح: تصاوير تاريخية للبهائيين السود في أمريكا الشمالية، 1898-2004 حيث كان توماس محررًا مشاركًا، وكتب ثلاثة فصول منه، ونشر بواسطة دار نشر البهائيين في الولايات المتحدة. في عام 2007 ساهم توماس في حالة السود في ميشيغان، 1967-2007 عبر دار نشر جامعة ولاية ميشيغان وتم تضمين شعره في النار السوداء: مختارات من كتابة الأمريكيين الأفارقة.
في عام 2012، تقاعد توماس من إم إس يو. في عام 2013، كتب وشارك في تأليف نصين – الحرمان من الحقوق: قضايا الصحة الاجتماعية وتداعياتها وديترويت: أعمال شغب عنصرية وصراعات عنصرية والجهود المبذولة لسد الفجوة العنصرية. منذ عام 2015، قام بالعديد من الظهورات لمناقشة موضوع "التقليد الآخر".

## السيرة الذاتية

### ولد وترعرع في ديترويت
وُلِد ريتشارد والتر توماس في 2 أبريل 1939، في ديترويت، ميشيغان، ابن والتر وإستل توماس، يعيش في مشاريع إسكان بروستر-دوغلاس،:9m28s بالقرب من شارع هاستينغز،:31s لاحقاً يصفها بالحارة.:23m10s تم بناء مشروع بروستر-دوغلاس من أجل "فقراء عاملون"؛ حيث تطلبت لجنة إسكان ديترويت وجود والدٍ مُوظَّف لكل عائلة قبل إنشاء الإيجار. 
توماس علق أن والده لم يكن يؤمن باللاعنف مثل الدكتور مارتن لوثر كينغ جونيور،:24m50s على الرغم من أنهم[من؟] دعموا حركة الاتحاد في المدينة. تذكر توماس أن والديه تحدثا عن شغب ديترويت العرقي عام 1943:59s وقال إنه أثر على حالة الهوية العرقية والعلاقات كما نشأ ولا يزال يشعر بالتوتر من تاريخ "الحدود" والتحذيرات التي قدمها له والداه بشأن عبورها في الأربعينيات والخمسينيات.:9m30s في الفترة من 1940 إلى 1950، كان أكثر من 66% من السكان السود في ديترويت قد ولدوا خارج المنطقة، ومعظمهم ولدوا في الجنوب. الزيادة في السكان أثقلت كاهل المدارس والخدمات في المدينة لجميع السكان وبدأت عصرًا من الفصل العرقي de facto في منطقة مترو ديترويت من عام 1950 إلى 1970. أولئك البيض الذين كانوا أكثر استقرارًا اقتصاديًا انتقلوا من المدينة إلى الضواحي التي تم تطويرها حديثًا، والتي غالبًا ما كانت مقسمة حسب الطبقة ومستويات الدخل. في تلك الفترة بلغ متوسط النمو الأسود في الضواحي 2.7%، بينما كان في العقود السابقة 5%. زادت التوترات الاجتماعية حيث شعر السود بأنهم مضطهدين بسبب التمييز، وقوة الشرطة ذات الأغلبية البيضاء، وإسكانهم المقيد.
كان توماس من خريجي آخر فصل غير متكامل في مدرسة ميلر الثانوية في عام 1957، وبعد ذلك انضم إلى قوات مشاة البحرية للولايات المتحدة. تم تسريحه من المارينز في عام 1960، وعاد إلى ديترويت للعيش مع والديه وأربعة من إخوته. بتناقض مع كونه رجل أسود يخدم في جيش متكامل، يتذكر أنه تم توقيفه بالقرب من شارع كانفيلد وشارع وودوارد الغربي في ديترويت كجزء من الأعراف في ديترويت،:10م شبيه بحادثة القيادة بينما هو أسود وأن المتاجر والمستشفيات لم تكن تقدم الخدمات للسود.
هو "لعب بفكرة أن يصبح وزيراً" لكن أصدقاء آخرين ألهموه لتجربة الشعر بدلاً من ذلك. "هذا أحد الطرق التي قادتني إلى الإيمان (البَهائية)".

### الشعر الأسود والبهائية
توماس كان يتردد على منزل بيل وماري "ماما" سمر. هناك واجه الإسلام الوطني، حتى أنه كان "مهتم" وزار منزل مسلم أرثوذكسي،:51m25s وكذلك الطريقة الأقل سخونة و"الخشنة في الشارع" لزوج ماري بيل. بينما كان في منزلهم، واجه توماس "...فريد _، (الذي كان) طالب دراسات عليا بهائي أبيض من جامعة وين ستيت (WSU)، وكان 'ساذجًا جدًا بشأن العرق'". "دين فريد لم يكن يهمني في ذلك الوقت. كنت مشغولًا جدًا بالشعر." ومع ذلك، كان فريد هو الذي قدم توماس لعمل مارغريت دانر – وهي بهائية وشاعرة سوداء معروفة وكانت حينها شاعرة مقيمة في WSU وأقامت في منزل نعومي أودن. تمت دعوة توماس لمشاركة شعره مع دانر وكان "في قمة السعادة" لزيارة شاعرة سوداء منشورة رغم أنه شعر بالتهديد من ذكر الدين. قابل توماس أيضًا الشاعر الأسود رون ميلنر و"بمساعدتهم وإلهامهم تمكنت من تنظيم نفسي." كانت دانر مرئية في أخبار ديترويت المحلية منذ يوليو. دانر وميلنر كانا ضمن مجموعة تعمل على النشر في عام 1961.

#### انضم إلى الدين البهائي
كان وجود البهائيين واضحًا في ديترويت منذ عام 1916؛ وزار بهائيون معروفون مثل مارثا روت، ولويس جورج جريجوري. افتتحَت منطقة دافيسون مدرسة لوهلين البهائية في عام 1931 على بُعد حوالي 60 ميلاً. افتتح عام 1960 باحتفال البهائيين بـاليوم العالمي للأديان، تلاه حديث يوم وحدة الأعراق في يونيو، وفصول دراسية حول الرؤية البهائية لـالوحدة العرقية في لوهلين. في عام 1961، عقد البهائيون في ديترويت نزهة وحدة الأعراق، واستضافت جامعة ولاية وين متعددة الأديان اجتماعًا شمل نادي البهائيين في الخريف. تومَس أشار إلى أن والدته المعمدانية السوداء الأصولية كانت تعتقد أن الحديث عن الوحدة العرقية يأتي من الشيوعيين.:54m17s مع ذلك، انضم توماس إلى الدين في عام 1962:2m25s بعد فترة من الدراسة. كما يقول:
لقد أصبحت مرتاحًا جدًا في التواجد مع البهائيين، ... (وكان) يدرس الدين بجديّة، ولكن بالنسبة لي، كمسيحي معمداني متدين، كان هناك حاجز ديني كبير يعيق الطريق: هل كان بهاء الله هو حقًا عودة روح المسيح؟ ... كان لهذا أثر عميق على المستوى الشخصي، والعائلي، والاجتماعي، وجماعة الكنيسة. ولم تكن ماما بروس تتراجع. وقالت ذات يوم مدهشة: 'يا ولد!! هل تعرف في أي يوم تعيش!!؟' لم تكن تتحمل التردد، بحماقة أو بطريقة أخرى.
أنا أعلم تمامًا أين كنت وماذا كنت أفعل عندما قررت قبول بهاء الله باعتباره عودة روح المسيح ونبي الله لهذا اليوم: جالساً على طاولة غرفة الطعام في منزل والديّ وأقرأ Thief in the Night .... ثم، بفضل كتاب السيد بل سيرز الرائع، أدركت! هؤلاء الناس، هؤلاء المسيحيون الطيبون المغرمون بالله في عام 1844 كانوا يبحثون في المكان الخطأ! كانوا يبحثون عن المجيء الثاني في غيوم سوء فهمهم الروحي.... بقدر ما أحببت أمي، والقس، والأصدقاء، ومعلمي مدرسة الأحد، وأحببت بشدة الاستماع والغناء والتمايل مع الجوقة، كان علي اتخاذ قرار، رغم أنه كان مخيفاً. قررت في تلك الليلة الهادئة، بينما كان البيت نائماً، أنني سأقبل بهاء الله باعتباره عودة روح المسيح، كنبي لهذا اليوم والعصر.

ناومي وماما بروس سيقفزان فرحاً! ولكن، يا رب ساعدني! ماذا ستقول أمي عندما سمعت أنني لا أترك فقط كنيسة ميلادي بل أنضم إلى دين غريب يضع نبيًا غريبًا في نفس مستوى يسوع العزيز، الذي أنقذ أسلافنا العبيد وخفف من أحزاننا وأتراحنا الحالية.... أستعيد الآن كيف لم أساهم في الأمور كثيرًا بسبب حماستي الشديدة تجاه ديني الجديد. كان بإمكاني أن أكون دبلوماسيًا أكثر في تعاملي مع أمي ومجتمعي الكنسي السابق لكنني كنت شابًا ومتحمسًا وملهمًا من قصص الباب والبابيين وتضحياتهم بالنفس والنفيس.... في نفس الوقت، ألهمني ذلك أكثر مما أُلهمتُ به من سنوات الاستماع إلى الوعظ وأغاني الجوقة ودروس المدرسة الأحدية. كلما قرأت أكثر عن حياة علي محمد الشيرازي، بهاء الله وعبد البهاء، كلما رغبت في إخبار العالم بأسره، أن أنطلق في الشوارع مثل البابيين، معلنًا الأخبار السارة للجميع الذين يستمعون، بغض النظر عن المخاطر.

لكن هذه كانت فترة مضطربة للبهائيين السود ويتحدث توماس عن نضالاته الشخصية:
كانت هناك أوقات عندما، مثل غيري من البهائيين الأفارقة الأمريكيين الشباب، وجدت نفسي على خلاف مع آراء البهائيين الأكبر سناً بشأن الأزمة العرقية. لقد تأثرنا نحن الأفارقة الأمريكيون الشباب بصورة كبيرة بـ مالكوم إكس وحركات الحقوق المدنية والقوة السوداء. كنا أول جيل من البهائيين الأفارقة الأمريكيين تم تشكيلهم بواسطة هذه القوى الاجتماعية القوية.... أدى هذا إلى توتر العلاقات داخل المجتمعات البهائية المحلية بين بعض البهائيين السود والبيض الأكبر سناً، ... والبهائيين السود "الراديكاليين" الأصغر سناً.... وغالباً ما كان يُفسر قلق الفئة الأخيرة من قبل الفئة الأولى كمصدر للفرقة. من ناحية أخرى، شعر البهائيون السود الأصغر سناً أن بعض البهائيين الأكبر سناً يرغبون في الحفاظ على الوضع العرقي القائم داخل المجتمع البهائي.

بفضل البهائيين الأمريكيين من أصول أفريقية الأكبر سنًا، والأكثر حكمة، وخاصة ذوي الحساسية المرهفة مثل نعومي، تمكنا من تجاوز إحباطاتنا، والتصالح في نهاية المطاف مع أولئك البهائيين الذين لم يكونوا بعد مستعدين لمواجهة الوضع القائم فيما يتعلق بالتمييز العنصري، حتى مع اشتداد الصراعات العرقية في ستينيات القرن العشرين من حولهم. وخلال هذه المسيرة، تعلمنا درسًا ثمينًا عن قوة العهد في خلق الوحدة وسط الاختلافات العرقية والثقافية.
خارج هذا، يقول توماس، "لأول مرة في حقيبتي الغاضبة، كنت قادرًا على رؤية ما يمكن للشعراء السود فعله بعين كبيرة مثل الأرض." في عام 1966 ذهبت ماري بروس إلى ميسيسيبي. السنة التي انضم فيها توماس إلى الدين افتتحت بذكر البهائيين في الصحيفة في يناير. في مارس تم عرض مقال آخر يصف الدين، ثم ظهر بهائي على التلفزيون المحلي. في ذلك الخريف، روّجت حملة إعلانية لمزاعم بهاء الله في ديترويت مرتبطًا ببعض الاجتماعات التي نظمها وينستون إيفانز. لا تزال مارغريت دانر تلاحظ نشطة في المنطقة لسنوات قادمة. كانت نعومي سيدة أعمال وانضمت إلى الدين في عام 1949. وتم ذكر نعومي في الصحيفة عند وفاتها في عام 1987 بسنوات طويلة من الخدمة في المجتمع.

#### لوهلين و كارولاينا الجنوبية
في عام 1964 شارك توماس في مبادرة مشابهة لحملة صيف الحرية مع روابط في المدرسة البهائية في ميشيغان، والتي سميت لاحقًا مدرسة لوهلين البهائية، والمجتمع البهائي المتنامي في غرينفيل، كارولاينا الجنوبية، الذي كان يدمج مدارسه ذلك الخريف. تم الإشارة إلى جلسات تدريب لمشروع في Baháʼí News في أغسطس. حوالي 80 شابًا حضروا التدريب في منتصف يونيو مع أساتذة مثل فيروز كاظم زاده. بعد الدروس في مواضيع متنوعة، ذهب 27 شخصًا إلى 8 مواقع بما في ذلك غرينفيل، كارولاينا الجنوبية. ذهب ستة شباب بما فيهم توماس إلى غرينفيل تحت رعاية المحفل المحلي هناك لبرنامج مدته 6 أسابيع. وانضم الشباب المحليون أيضًا. عملت المجموعة على تدريس حوالي 55 طالبًا أسودًا كانوا على وشك الالتحاق بمدارس مدمجة جديدة، عقدوا اجتماعات تعريفية حول الدين، ودعموا تقديم عريضة لدمج بركة السباحة العامة. اختتم العمل ببرنامج استقبال لأولياء الأمور والمعلمين في كنيسة ونزهة للطلاب نظمها معلمو البهائيين. زارت المجموعة العديد من الكنائس، والمطاعم، والحدائق، والمتاجر، ومركزًا مجتمعيا لإظهار التضامن مع المجتمع الأسود. تضمن البرنامج أيضًا رحلات فرعية إلى المدرسة البهائية الصيفية بالقرب من أشفيل، نورث كارولاينا، والذهاب إلى غرينسبورو، نورث كارولاينا، ومعسكر تدريب مؤتمر القيادة المسيحية الجنوبية بالقرب من سافانا، جورجيا. التقى توماس برجال تعاونوا مع مشاريع شارك فيها لاحقًا: جون مانجوم، وويليام "سميتي" سميث.:2m38s ذكر توماس أن البهائيين السود والبيض أقاموا في منازل بعضهم البعض وتلقوا ملاحظات تهديدية بسبب عقدهم لاجتماعات مشتركة بين الأعراق.:1h1m40s كما تذكر توماس إفطار صباح مشوب بالتوتر مع بهائي أبيض في صباح أحد الأيام.:1h4m30s
في وقت لاحق من ربيع عام 1965 في ديترويت، ألقت شقيقة جو لويس، يولاليا بارو بوبو، محاضرة حول الدين، وتبع ذلك بعد بضعة أيام معارضة للنظام النازي و اعتنقت البهائية قريباً،(العام القادم) روزي إي. بول.

### جامعة ولاية ميشيغان
كان توماس سيحضر قريبًا جامعة ميشيغان الحكومية (MSU) في لانسنج، ميشيغان. كانت هناك نشاطات بهائية في حرم جامعة ولاية ميشيغان قبل وصول توماس في عام 1966. تم تنظيم النادي البهائي رسميًا في عام 1963. كان جون ماغنوم، ضابط شرطة سابق وبطل القفازات الذهبية، أيضًا في الحرم الجامعي – كان قد شارك في الرحلة إلى غرينفيل، كارولاينا الجنوبية في عام 1964. كان ماغنوم أيضًا عضوًا أصليًا في مجموعة الرجال السود مع توماس.

#### طالب سنة أولى
في ذلك الخريف عندما التحق توماس كطالب سنة أولى، تم عرض شرائح للبهائيين في الحرم الجامعي في يوليو. كان نادي البهائيين في جامعة ولاية ميشيغان في ذلك الخريف يضم أربعة بهائيين - بوب كاميرون، فرامرز صمداني، ريتشارد توماس نفسه، وكينيث غوتليب. وتم عقد مؤتمر البهائيين السنوي ذلك العام لانتخاب مندوب للمؤتمر الوطني في لانسنغ وكان من المتوقع حضور حوالي 300 شخص. افتتح النادي عام 1967 برعاية حديث، تلاه عرض لملامح الدين تم نشره في جريدة الجامعة، وقدم مناقشة حول الأزمة العرقية والوضع الدولي. كما تعرضت قصائد توماس للنقد في صحيفة الطلاب. في وقت لاحق من ذلك الربيع، انتقد روبرت إل. غرين، الذي عمل مع مارتن لوثر كينغ جونيور واللجنة القيادية المسيحية الجنوبية، بعض الطلاب السود، بما فيهم توماس، أثناء حضوره تجمع مالكوم إكس في الحرم الجامعي - قائلاً إنه إذا كانوا يؤمنون بالقومية السوداء فهم يبدون نفاقاً لبقائهم في جامعة ولاية ميشيغان البيضاء بدلاً من التواجد في الشوارع مثل مالكوم إكس ولكنه أشاد بهم لاحقاً لأعمال مختلفة كانوا يشاركون فيها ويعملون نحو مجتمع متكامل باعتباره "... الأمل الأفضل للحرية والمساواة للسود...."
توماس، في المنزل في ديترويت ذلك الصيف، كان هناك وسط أعمال شغب ديترويت 1967،:9m29s:18s واحدة من 159 شغب التي اجتاحت المدن في الولايات المتحدة خلال "الصيف الحار الطويل عام 1967". هو يتذكر تسميتها "التمرد";:2m20s كانت الأشد في ديترويت على الإطلاق والأسوأ في البلاد تلك السنة، ولكن كما في تعليقات جو داردين، أن النزاع تضمن أبعادًا تتجاوز القضايا بين السود والبيض.

#### السنة الثانية
كان خريف عام 1967 مميزًا بمراقبة المجتمع البهائي للذكرى المئوية لنداء نداء القلم الأعلى بوجود البهائيين في لانسنج، قام توماس بتعليم جلسة في ذلك الشتاء كجزء من موضوع عام للذكرى المئوية المتوقعة. في فبراير 1968، كتب توماس رسالة إلى المحرر ردًا على ما رآه كرد فعل دفاعي من إدارة الجامعة على المطالب بتعليم التاريخ الأسود. في أوائل أبريل، كتب توماس مراجعة لشعر السود يناقش فيها ليروي جونز مقابل روبرت هايدن. ودعم أن جونز ينعكس أكثر في المجتمع الأسود بينما هايدن يسعى لتحقيق الهوية السوداء وسط الواقع الإنساني، ثم صرح بأن كلاهما ضروري لصورة كاملة. "إنهم يعلنون شرعية الزهرة الجمالية في حديقة البشر - كالزهور السوداء." ثم ساهم توماس بثلاث قصائد إلى الصحيفة: "المنقذ التاسع"، "إثنوغرافيا مكان وسط المدينة"، "إديث، أم الإنسان". مقطع من قصيدة "إديث":
إديث والدة الرجل وشقيقة الإخوة المحطمين الذين ارتدوا حديدهم أسودًا جدًا لم يكونوا ليضبطوا سرعتهم ليتوقفوا عن الاصطدام بالشمس البيضاء في سماءهم النازفة
تذكر توماس لاحقًا أن منظمة طلابية سوداء وُلدت في الحرم الجامعي عقب خطاب منظمة المساواة العرقية لفلويد مكيسيك في MSU. في أواخر أبريل، كان توماس ممثلًا لتحالف الطلاب السود في جامعة ولاية ميشيغان في تحقيقات "أيام الضمير" لعلاقات الحرم الجامعي بحرب فيتنام. تحدث عن "اغتيال MLK وتأثيره على أمريكا البيضاء.... (إلى أولئك الذين حزنوا على اغتياله) الدموع غير كافية... (إلى أولئك الذين ورثوا العنصرية البيضاء) لن يكون هناك راحة"، واتهم كلا المجموعتين من البيض بالمسؤولية عن الوفاة، ثم توجه إلى الطلاب السود لسؤالهم عما إذا كان "'القانون والنظام' هو عنصرية منظمة، وليس عدالة." في مايو، فازت مقالة لتوماس بالمركز الأول في مسابقة الحرم الجامعي في مدرسة العلوم الإنسانية مع تأكيد المراجعين بأنها علمية بشكل عالي وتعبير عضوي عن الثقافة. تبدأ المقالة الفائزة لتوماس كتحليل/تأمل لـ كامو' The Stranger وThe Plague بالاتجاه نحو أخلاقية جديدة، إنسانية جديدة: "تغيير، تحديد متعمد للعناصر الأساسية للإنسانية التي هي جزء حقيقي وأساسي منا – لنمد أنفسنا إلى روح الشخص الآخر كما هي." وفي ذلك العام نُشرت تسعة شعراء سود التي تضمنت أعمال توماس، واعتبرت واحدة من الأعمال المهمة في العام، رغم أن هناك على الأقل مراجع واحد وجد تكرار الدعوة إلى الله مرهقًا.

#### السنة الثالثة
حضر توماس جنازة مارتن لوثر كينغ جونيور وكتب مقالة لصحيفة الطلاب. في المقالة، يراجع توماس استماع الحضور الذين يعانون مع الاغتيال كما تمت تأطيره بين وجهات نظر مختلفة. من جانب واحد كان زعيم NAACP من نورث كارولاينا روبرت ويليامز (الذي شعر بأن اللاعنف يجب أن يُرى فقط كتكتيك وليس كمبدأ) وأولئك الذين يدعمون نهج اللاعنف والعصيان المدني من خلال التحدث مع الآخرين. ثم ألقى توماس محاضرة حول أهمية جامعة ولاية ميشيغان للقوة السوداء متحدثًا نيابة عن تحالف الطلاب السود. في وقت لاحق من أغسطس كتب توماس مقالة عن البهائيين وأزمة العرق في صحيفة الحرم الجامعي. لخص فيها إجراءات `عبد البهاء في ضوء العرق ثم أمريكا كمكان للنضال الدولي ضد العنصرية. أكد على المعايير في المدارس البهائية استنادًا إلى إرشادات `عبد البهاء ثم شوقي أفندي للوحدة بين الأعراق وأن هذا قد تميز بنظام التصويت داخل الدين واقتبس بيان شوقي أفندي "التحدي الأكبر" بشكل مطول. في سبتمبر، يُطلق على توماس مساعد خاص لـ "دائرة الشباب والأنشطة الجامعية الوطنية البهائية" واقتبس عنه قائلاً عن كيفية أن تكون ذو صلة على عبر فجوة ثقافية: "الوحدة في التنوع بدلاً من الاندماج الذي هو أبوياً، هو الأهم". تحدث توماس أيضًا في تجمع بفينيكس برعاية الجمعية. في أكتوبر كتب توماس مقالة لأخبار جامعة ولاية ميشيغان حول التعقيد المتزايد للقيادة في حركات القوة السوداء، بعضها مهتم على نحو عابر بمعالجة التغيير الاجتماعي في حين أصبح قادة آخرون غير مهتمين بالتعامل مع المجتمع الأوسع بنبرة متزايدة "أكثر تطرفًا من أقرانهم"، ثم تحدث في نوفمبر لصالح الأخوة في جمعية الطلاب السود. ظهر هايدن مرة أخرى في حرم جامعة ولاية ميشيغان في نوفمبر. بعد عطلة الشتاء غطت مقالة نشاط البهائيين في مجتمع لانسنغ ولاحظت أن هناك 16 بهائيًا في المنطقة، ثم في ذلك الصيف أقامت المجتمع نزهة وحدة العرق.

#### السنة الرابعة
في عام 1969 شارك توماس في تأسيس برنامج مساعدة للسود.:2m9s في ذلك الصيف حضر توماس "ندوة صيفية YOW!" للشباب الذين يواجهون قضايا العدالة الاجتماعية لديانة البهائية. شارك توماس "تجربته كرجل أسود وبهائي أسود، يتعرض يومياً لغضب ومعاناة زملائه السود في الشمال، مضطراً دائماً لتوضيح مواقفه للذين يزدادون حماسة من أتباع القومية السوداء والتحرر الأسود لكي يبرر استمرار مشاركته في حركة ليست فقط "دينية" ولكن متعددة الأعراق. بعد ذلك حضر توماس مؤتمر الشباب البهائي في فروجمور، ساوث كارولينا حيث تحدث هناك. وعند عودته إلى لانسينج تم عرض فيلم "رياح جديدة" لأول مرة خلال إحياء ميلاد بهاء الله. في ذلك العام كان توماس من بين أولئك الذين اقترحتهم منظمة طلاب سودائية لبدء تقديم دروس في الجامعات في شتاء 1969–70.
في ربيع عام 1970 تحدث توماس في مؤتمر وطني حول التعليم بين البهائيين مع التركيز على الأقليات. ثم كانت هناك محاضرات في الحرم الجامعي عن الدين، بما في ذلك المحاضرات التي رعاها النادي. وفي ذلك الصيف نظم البهائيون نزهة في يوم الوحدة العرقية. وفي تلك الأثناء أكمل توماس أطروحة الماجستير الخاصة به.

### المسيرة الأكاديمية والزواج

#### مركز الشؤون الحضرية
في عام 1970، تم تسجيل توماس كمساهم في كتاب مجرة من الكتابات السوداء. في نفس الوقت، قامت جمعية البهائيين في لانسينغ باتخاذ إجراءات وممارسات متنوعة، وغالبًا مع نادي الكلية مثل يوم الأمم المتحدة، ويوم الدين العالمي.
في عام 1968 قامت مجلس أمناء جامعة ولاية ميشيغان بإنشاء وحدة مدمجة من مركز الشؤون الحضرية وبرامج تكافؤ الفرص (CUE-EOP) لتطوير برامج تعليمية وبحثية وخدمية متعلقة ببرامج المدن والأقليات؛ ولتسهيل زيادة أعضاء هيئة التدريس والموظفين والطلاب من الأقليات في جامعة ولاية ميشيغان؛ ولتطوير برنامج تمييز إيجابي ومكافحة التمييز للجامعة. في عام 1970، تم فصل مكتب CUA-EOP واحتفظ مركز الشؤون الحضرية (CUA) بمعظم الميزانية. ساهم توماس ببعض القصائد في جريدة الطلاب وأشارت المقالة إلى أنه تزوج حديثًا ويعمل الآن في مركز الشؤون الحضرية. كانت زوجة ريتشارد هي جون مانينغ. جون، ابنة رئيس جامعة كلاغلين آنذاك القس هوبرت في. وإيثيل مانينغ. كان القس الرئيس منذ عام 1956، قادمًا من تشارلستون، ساوث كارولينا. التحقت جون بالمدرسة الثانوية السوداء ويلكنسون للعام الدراسي 1963-1964 ثم كان من المقرر أن تكمل مدرستها الثانوية في مدرسة أورانجبيرغ الثانوية الجديدة التي كانت تدمج آنذاك والتي التحقت بها حتى عام 1967. كانت جون واحدة من حوالي عشرين طالبًا أسودًا قاموا بإلغاء الفصل العنصري في المدرسة التي كانت سابقًا بيضاء بالكامل. التحقت جون بمدرسة تدريب صيفية خاصة للحصول على الخبرة مسبقًا، مشابهة للمشروع الذي شارك فيه ريتشارد. وكان عملية الاندماج نتيجة دعوى قضائية من والديها وكانت الصف العاشر لجون. خلال سنتها الأخيرة تعرفت على الدين البهائي. جاءت بعض المساهمات الداعمة لانتقالها من بعض الأصدقاء البيض والمعلمين الذين أظهروا راحتهم الشخصية واحترامهم. تضمنت تجارب جون في نص تدريب روحي لمدارس المتوسطة. فازت جون بجوائز وطنية على الرغم من العنف الذي تعرضت له من الآخرين في المدرسة، وحضرت جامعة فورمان كجزء من الفوج بعد أول طالب أسود حضر هناك في السنة السابقة، حيث كانت ضمن قائمة الشرف. وقعت مذبحة أورانجبيرغ خلال عامها الأخير في فورمان وعملت كمدربة تصويت قبل مجيئها إلى جامعة ولاية ميشيغان في عام 1968. واصلت تحقيق درجات عالية، منح دراسية وجوائز في جامعة ولاية ميشيغان. في عام 1970 كانت مديرة مشاركة في مكتب الشؤون السوداء وأكملت درجة البكالوريوس في علم الاجتماع، متخرجة magna cum laude وانضمت إلى فاي بيتا كابا. تذكر توماس أن أخاه حضر الزواج وشاهد تنوع الأشخاص الذين حضروا الزفاف البهائي وأدلى بتعليق "ما هذا، الأمم المتحدة؟!":54m40s كان توظيف توماس في البداية بدوام جزئي ولكنه تحول إلى دوام كامل في يونيو 1972.
في خريف عام 1971، أقام البهائيون يوم الأمم المتحدة مع النادي. كان هناك تبديل في الوظائف في الحرم الجامعي بجامعة كوا. في غضون ذلك، عقد النادي في جامعة إم إس يو اجتماعًا حول "إنعاش" التعليم. في ذلك الوقت، كانت جون مساعدة بحث في مركز الشؤون الحضرية. في ذلك الخريف، ألقى توماس محاضرة في الحرم الجامعي حول نضالات الرجال السود في أمريكا. في إبريل التالي، كان توماس من بين الذين تحدثوا أيضًا في سلسلة من الندوات البهائية في المدينة. في إبريل 1973، تم نقل توماس من كونه مدرسًا ومديرًا للبحث لمشاريع الإعلام إلى مدرس في الدراسات العرقية والإثنية. في ذلك الصيف، أقام البهائيون يوم وحدة العرق، وفي الخريف، انضمت والدة توماس، إستيل، في رسالة إلى رد المجتمع عبر المحرر على حالة انتهاك في ديترويت.
في عام 1974 كانت جون مستشارة السياسات في إدارة الخدمات الاجتماعية في ميشيغان لبضعة أشهر ولكن في السنوات القليلة التالية لم يكن لديها أي عمل مهني أو أكاديمي في سيرتها الذاتية. ومع ذلك ظهرت لأول مرة في إلقاء محاضرة بهائية. في نوفمبر كان البهائيون في حرم جامعة ولاية ميشيغان نشطين وكان عائلة توماس من بين المستضيفين للفعاليات البهائية في منزلهم. تحدث توماس مرة أخرى بعد بضعة أسابيع لاحقًا، واستضافوا فعاليات في منزلهم في الأسابيع التالية حتى نهاية 1974، وإلى عام 1975. كطالب دكتوراه كان توماس يدرس فصلًا حول العلاقات العرقية في جامعة ميشيغان في آن أربور وسأله أستاذ "لماذا كان يضيع وقته".:15m15s
في خريف عام 1975، نشرت جون وريتشارد مقالاً في مجلة المستقبلية. طوال الوقت كان توماس يعمل على رسالة الدكتوراه الخاصة به والتي انتهى منها في يناير 1976. وأشار الآن إلى أنه بعد مرور 5 سنوات على زواجهما، أنجبا طفلين: كامبا وعلي. وخلال هذه الفترة عملت جون أيضًا على رسالة الدكتوراه الخاصة بها.
في أواخر فبراير 1976 كان توماس من بين الذين أجابوا على أسئلة الطلاب ردًا على ثلاثة رجال مقنعين ساروا عبر الحرم الجامعي. في مارس اجتمع البهائيون من أربع مجتمعات للاحتفال برأس السنة البهائية حيث ألقى توماس كلمة.

#### أستاذ مساعد/مشارك
في السنوات التالية، كان توماس ومجتمع البهائيين الإقليميين مرئيًا في العديد من الظروف والأحداث. في الصيف، كانت جون مدربة في دراسات الحضر والمتروبوليتان في جامعة ولاية ميشيغان وأكملت الدكتوراه في عام 1977. كان هناك أربع مجتمعات بهائية مختلفة حول منطقة لانسينغ في دراسة مسحية للمجتمعات الدينية نشرت في الصحيفة المحلية. نظم البهائيون اجتماعات عامة وملاحظات. في يناير 1977 تم ذكر توماس بين جميع أساتذة جامعة ولاية ميشيغان الذين ساهموا في الساحل الثالث. استضاف مركز الفنون المدنية في باتل كريك "مهرجان نهر الشعر" حيث ظهر توماس مع دودلي راندال في مايو. في ذلك العام، كانت جون أستاذة مساعدة في جهد مشترك بين قسم دراسات الحضر والمتروبوليتان وقسم التخطيط الحضري في جامعة ولاية ميشيغان. في يناير التالي 1978 قدمت توماس حديثًا في يوم الدين العالمي الذي نظمه البهائيون في لانسينغ. في ذلك العام، تم إدراج توماس كأستاذ مساعد لدراسات العرق والإثنية. ساعد كل من توماس في تنسيق اجتماع عام كجزء من مؤتمر وحدة الأعراق الذي عُقد في جامعة ولاية ميشيغان برعاية المجالس الأربعة في المنطقة. وكان الاجتماع العام يحتوي على حديث من ماغدالين كارني، وهي عضو في المحفل الروحي الوطني للبهائيين في الولايات المتحدة. وغطت التغطية التالية ملخصًا لخطاب كارني. في ديسمبر، كان كل من توماس، مع تينا جاي ونابولن بيردسول، في اللجنة المنظمة لفعالية يوم حقوق الإنسان برعاية المحفل البهائي في لانسينغ.
التقدم المهني أتى أيضًا لكلا توماس. في عام 1979، تم إجراء مقابلة مع توماس لمحطة الإذاعة الجامعية WKAR؛ حيث تمت تسميته أستاذًا مشاركًا في الدراسات العرقية والإثنية وناقش البرنامج الجديد للقسم في دراسة حقوق الإنسان. ستكون هناك أربع فئات جديدة كجزء من ذلك - مقدمة في حقوق الإنسان، انتهاكات حقوق الإنسان، دعاة حقوق الإنسان، والعمل الإيجابي. كان يعتقد أن الطلاب المهتمين سيهدفون إلى السياسات والبرامج المتعلقة بالمواضيع والذين يرغبون في معرفة هذه القضايا، تقاليد حقوق الإنسان والانتهاكات والسياقات الأوسع حول العالم وعبر التخصصات. في تلك السنة، قام توماس أيضًا بتأليف فصل، وشارك في تحرير، الأمريكيون السود والشكانوس في ميشيغان الحضرية. وكان عنوان فصله "التجربة الحضرية للسود في ديترويت: 1916–1967"، وشغل ما يقرب من 30 صفحة من النص. في عام 1980، قام كلا توماس، مع آخرين، بتأليف مجموعة من التوصيات لمجموعة عمل السياسة الحضرية التي عينتها وزارة الإسكان والتنمية الحضرية الأمريكية كجزء من فصل في تقرير لرئيس البلاد كارتر آنذاك. ثم في مايو، كان توماس عضوًا في "جلسة تعليمية" ردًا على اضطرابات المخيمات بعد هروب ماريل الجماعي للاجئين الكوبيين.
في عام 1981 حضر توماس الاحتفال بالذكرى الخمسين لتأسيس مدرسة لوهيليان البهائية وعودة ماجدالين كارني. كانت جون حينئذ أستاذة مساعدة في قسم الدراسات الحضرية بجامعة ولاية كليفلاند وكلاهما كان في إجازة غير مدفوعة الأجر من جامعة ميشيغان. في ذلك العام قام توماس بتحرير وكتابة أجزاء من إصدار خاص لمجلة كاتاليست بعنوان "وضع المجتمع الأسود في أمريكا الرأسمالية". كتبوا المقدمة معًا وكتبت جون إحدى المقالات. نُشر هذا العدد كواحد من القلائل في ذلك العام بسبب تحديات مختلفة في المجلة. في عام 1982 انضمت جون إلى أعضاء هيئة التدريس في جامعة ميشيغان كأستاذة مساعدة في برامج التخطيط الحضري والشؤون الحضرية والتي استمرت حتى عام 1995. في أكتوبر 1983 قدم توماس عرضًا بعنوان "الكنيسة السوداء والنقابية: 1925-1941" في الاجتماع السنوي الثامن والستين لجمعية دراسة حياة وتاريخ الأمريكيين من أصل أفريقي. كان توماس أيضًا مرئيًا حيث قدم حديثًا لمدة 30 دقيقة في المؤتمر التاسع لجمعية الدراسات البهائية (ABS) في ذلك الخريف. في هذا الحديث يتحدث توماس عن تصريحات شوقي أفندي ويعززه بتعليقات تاريخية متوسعًا بعض الشيء على المتطلبات التي حددها شوقي أفندي "للجيل الجديد من الرجال" – إحساس عالٍ بالاستقامة الأخلاقية، وعفة مطلقة، وحرية تامة من التحيز. وركز على القادة الدينيين بموضوع الاستقامة الأخلاقية. وأشار إلى الشباب بشأن العفة. وتم تخصيص التحذير الثالث لجميع البهائيين، لأن التحيز العرقي هاجم المجتمع الأمريكي – "القضية الأكثر حيوية وتحديًا". وعزا توماس رؤية شوقي أفندي الصحيحة لتحدي العنصرية في أمريكا من بعيد، والتي تصاعدت في أحداث شغب ونضالات في المجتمع الأمريكي منذ ذلك الحين. ووصف توماس العمل بأنه غير مسبوق و"على النقيض الحاد" من الأفكار العرقية الشائعة في أمريكا. أكد أن البهائيين تمكنوا من حل المسائل بينهم وبالتالي يمكنهم أن يظهروا ذلك للمجتمع الأوسع – وأن "الحملة المزدوجة" لا تزال العمل الذي ينبغي إنجازه وأنهم سيواجهون سوء فهم، وأهداف مشوهة، والسخرية، وتقليل الشأن، والتقويض، والخذلان من وقت لآخر، لكن النقد عزز انتشار الوعي، وعدم الشعبية قوى التباين، والاستبعاد في الواقع يجذب البعض. أيضًا في عام 1984 شارك توماس في كتابة ورقة "وضع السود في ديترويت: البناء من القوة، تقليد الاعتماد على الذات في المجتمع الأسود في ديترويت" والتي نشرت في عدة كتب. وفي نهاية عام 1984، ساهم توماس بفصل في كتاب دائرة الوحدة الذي نشرته دار نشر مرتبطة بالبهائيين. أثار النص العام الكثير من المناقشات، أحيانًا ساخنة. في عام 1985 تحدث توماس في المؤتمر العاشر لجمعية الدراسات البهائية.
في عام 1986، كان توماس جزءًا من لجنة في مؤتمر سلام بهائي في سان فرانسيسكو، وقدم ورقة بعنوان "تعزيز الوحدة في مجتمع متعدد الأعراق" في الاجتماع التالي لجمعية البهائيين. لاحقًا لُوحِظ توماس كمؤسس مشارك لمنظمة Fathers، Inc. في ديترويت في عام 1986 مع جون مانجوم جونيور ومارفين هيوز. كانت المنظمة مبادرة من جون مانجوم، الشرطي السابق، استجابةً لهدف خطة السنوات الست البهائية التي تدعو إلى "مشاركة أكبر للدين في حياة المجتمع" بدءًا بأطفال مانجوم نفسه وإضافة أبناء العم والأصدقاء حتى بلغت حوالي 40 شابًا وتم تسجيلها كمنظمة غير ربحية في 1989.

#### أستاذ

##### حول ديترويت وموضوع "التقليد الآخر"
في عام 1987 شارك توماس في تأليف ديترويت: العرق والتطور غير المتكافئ عبر مطبعة جامعة تمبل، وتمت مراجعته بشكل إيجابي كتجسيد للصعوبات التي عانت منها ديترويت خاصة منذ عام 1952، (نُشرت إعادة نظر منفصلة عن الموضوع في عام 2013 عبر مطبعة جامعة ولاية ميشيغان.) في نفس العام، لاحظ بيلي روبرتس، وهو عضو في المجلس المعاون للبهائيين، وهو منصب إداري متوسط المستوى، ولاحقاً عضو في الجمعية الوطنية، أنه، من وجهة نظره، كان هناك قلة من الرجال السود المشاركين في القيادة المحلية والإقليمية بين البهائيين. دعا إلى اجتماع للرجال البهائيين السود لبحث سبل تفعيل مشاركة الرجال السود في المجتمع بشكل أكبر. اجتمع به أحد عشر رجلاً في غرينسبورو، كارولاينا الشمالية، في أواخر أكتوبر 1987. كان هذا بداية مجموعة الرجال السود. قاد جون مانغوم، وريتشارد توماس، ومارفين هيوز معاً إلى اجتماع غرينسبورو. في صيف عام 1988، اجتمع مجموعة أكبر في معهد لويس غريغوري، وفي عام 1998 تم نقلها إلى جرين أكير. كان الاجتماع محركًا ومخصصًا واستمر سنوياً لدعم نشاط الرجال السود في المجتمع البهائي. في عام 1988 نظم نادي البهائيين في جامعة ولاية ميشيغان محاضرة لشهر تاريخ السود. وتحدث جون في اجتماع ربيعي للنادي. وبعد بضعة أسابيع، كان توماس جزءاً من لجنة رعاها النادي، كجزء من "أسبوع الثقافة المتقاطعة" في الحرم الجامعي.
واصل توماس حديثه عن الوعي بمسائل العرق في الأوساط الأكاديمية والبهائية. في عام 1989، قدَّم توماس ندوة ليوم كامل حول القضايا الثقافية بين الثقافات قبل بدء المؤتمر السنوي الرابع عشر لـ ABS. دعا المؤتمر السنوي الخامس عشر لـ ABS عام 1990 تقديم أوراق لعرض "نماذج للوحدة العرقية"، وكان توماس هو المنظم الذي يمكن إرسال الأوراق إليه. في ديسمبر 1990، كان توماس من بين المتحدثين المميزين في المؤتمر السنوي السادس للبهائيين في غراند كانيون في فينيكس، أريزونا، والذي حضره حوالي 1900 بهائي. في فبراير 1991، كان توماس من بين المتحدثين في ائتلاف مجموعة العمل للوحدة العرقية بشمال شور في إيفانستون وولميت، إلينوي، تحت عنوان "عطلة نهاية أسبوع للوحدة العرقية". أجري حوار مع توماس بواسطة فيرنون جاريت في برنامجه قبل أسبوع من المؤتمر، وكان مدعوًا لافتتاح عروض المؤتمر في جامعة نورث وسترن واصفاً كتابه المقبل الوحدة العرقية: ضرورة للتقدم الاجتماعي بواسطة قسم الدراسات الإفريقية الأمريكية. يتضمن الكتاب الإشارة الأولى إلى مصطلح "التقليد الآخر"، المشابه لفكرة مناهضة العنصرية، ونُشرت نسخة منقحة عام 1993. نشأت مجموعة العمل هذه في شيكاغو في فبراير 1990 عندما التقى أربعة بهائيين من شمال إلينوي. في السنوات المتداخلة كان هناك مستويات متزايدة من العمل في المجتمع. ساعدت المجموعة في الآونة الأخيرة المدينة على الفوز بجائزة من الرابطة الوطنية لمراقبة المدن، راعيي فعالية "ليلة وطنية خارج المنزل"، وقد تم تكريم مجموعة العمل من قبل قسم شرطة إيفانستون على جهودهم. تضمن المؤتمر أيضًا مناقشة فريق حول "الوحدة العرقية: نماذج فعالة" وشمل توماس. كان الحدث الختامي لعطلة نهاية الأسبوع خطاباً ألقاه توماس في بيت العبادة البهائي في ولميت بعنوان "جدول أعمال للوحدة العرقية والسلام العالمي"، والذي اجتذب جمهورًا يبلغ حوالي 200 شخص، العديد منهم حضروا الأحداث الأخرى في عطلة نهاية الأسبوع تلك.
كان هناك حوالي 75 بهائيًا في المنطقة حول لانسينغ في عام 1991. في يونيو علي مانينغ توماس، ابن ريتشارد وجون، فاز بمنحة دراسية دولية للذهاب إلى اليابان. في أكتوبر كان توماس المتحدث الرئيسي في الجلسة الرابعة من مؤتمر يهودي-أسود في جامعة ميشيغان ستايت، موضحًا تورط اليهود في حركة الحقوق المدنية، وفي الدفاع عن الأولاد سكوتسبورو، والعلاقة بين ثورغود مارشال وجاكسون جرينبرج.
في عام 1992، نشر توماس كتاب الحياة لنا هي ما نصنعه: بناء المجتمع الأسود في ديترويت، 1915–1945. كان عملاً منقحًا ومحدثًا قائمًا على أطروحته للدكتوراه، ووصف بأنه "طموح"، بالرغم من أنه كان يحتوي على أخطاء عديدة وفقًا لمراجعة ولم يتبع الفكر السائد في تاريخ السود باستخدام البروليتارية كمبدأ تنظيمي، رغم أن توماس كان عالمًا مبكرًا في الموضوع، وركز الآن على بناء المجتمعات بدلاً من ذلك كأساس للتحليل. ومع ذلك، وجد آخرون أنه ذا قيمة كبيرة، رغم أنه كان أحيانًا يميل إلى البلاغة وتفاعل محدود مع المصالح الأخرى في تقدم الزمن. في ذلك العام، لوحظ أيضًا حضور عائلة توماس المؤتمر البهائي العالمي. وبعد عام، ساهم توماس في سلسلة من الاجتماعات الشهرية التي عقدها البهائيون من ديترويت و غروس بوينت، ميشيغان، بتقديم حديث عن "التغلب على التحيز العنصري: النماذج البهائية وغيرها". في 1993، نشر توماس نسخة منقحة من الوحدة العرقية: ضرورة للتقدم الاجتماعي من خلال جمعية الدراسات البهائية. وفي نوفمبر، استخدم ويل سي. فان دن هوونارد الكتاب كمصدر في مسودة عن وحدة العرق والعنصرية لمقال موسوعي، ووصفه بأنه "أفضل تحليل للعوامل التي تساهم في الوحدة العرقية، دمجًا للرؤى البهائية وغير البهائية". نشرت مراجعة أخرى في عام 1997. وذكرت جون في مناقشة عن تخطيط المدن تضم فكرتها العلمية والمبنية على البهائية.
في يناير 1994 تم مراجعة كتاب توماس الحياة لنا هي ما نصنعه بشكل مختصر في الصحيفة المحلية، وفي مايو كان توماس ضمن لجنة من البهائيين دُعيت إلى عرض على WLNS-TV. في عام 1995 كانت يونيو أستاذة جامعية كاملة في جامعة ولاية ميشيغان (حتى 2007).

##### المزيد عن "التقليد الآخر"
بدأ عام 1996 بكتاب توماس فهم الوحدة العرقية المشتركة: دراسة لعلاقات العرق في الولايات المتحدة الذي نُشر من خلال منشورات SAGE كجزء من سلسلتين أكاديميتين: سلسلة سيج في العلاقات العرقية والإثنية وسلسلة الكتب السنوية في دراسات سياسات المرأة. وقد تلقى النص مراجعات متباينة في عدد من المجلات. في وقت لاحق من ذلك العام، طلب بيت العدل الأعظم من مجموعات من البهائيين الذهاب إلى أماكن حول العالم – مثل الأمريكيين الأفارقة إلى أفريقيا؛ وذهب 9 أعضاء من تجمع الرجال السود (BMG) في عام 1997 إلى ناميبيا وأماكن أخرى، ونجحوا في الذهاب إلى ما هو أبعد من أفريقيا كل عام، وقضوا الكثير من الوقت إقامة تدوم 3 أيام في المركز البهائي العالمي بعد ذلك. وبعد أن بدأوا بـ 9 مشاركين انتهوا بـ 53 في العام الأخير من تلك الممارسة. كما كان عام 1996 بداية تنفيذ مشروع تجربة الحياة المشتركة متعددة الأعراق (MRULE)، جزئياً كرد فعل على التوترات التي أعقبت محاكمة/حكم أو جاي سيمبسون في أكتوبر 1995.:4m16s:2m5s تم الاقتراب من توماس من قبل البروست السابق لو آنا سيمون من جامعة ولاية ميشيغان:26m للحصول على وسيلة لحل التوترات العرقية في ظل تزايد التنوع في الحرم الجامعي. وبالفعل كانت هناك أعمال شغب في الحرم الجامعي في عدة سنوات قادمة.
في عام 1997، نُشر فصل بواسطة توماس في العدالة الاجتماعية والعمل الخيري الذي نشرته دار نشر جيه إيه آي بعنوان "دور المجتمع البهائي الأمريكي في معالجة الظلم العرقي وعدم الوحدة العرقية". يعتبر النص مراجعة شاملة لدعم المؤسسات غير الربحية للعدالة الاجتماعية ويسلط الضوء على إسهامات وتعقيدات المؤسسات الدينية في هذا السياق. يذكر توماس بسرعة حركة مناهضة العبودية للكويكرز، وساتياغراها المهاتما غاندي، وتأثيرها على مارتن لوثر كينج جونيور. ثم يلفت الانتباه إلى أولوية العدالة في الدين البهائي كقاعدة روحية أساسية ويفصّل وقائع محددة في تاريخ البهائيين عن نشاطات البهائيين في هذا المجال على المستويين المحلي والإداري، بواسطة القيادة والأفراد وبطرق تسلط الضوء على السكان السود في النسخة الحالية آنذاك من مبادرات المجتمع ومواجهة العنصرية المتجددة في المجتمع بالاستجابة من خلال المؤسسات الوطنية والدولية المعدّلة التي تبرز متحدثة عن القضية. وفي نفس العام، نشرت جوني كتابها الخاص، التطوير وإعادة البناء والعرق: تخطيط مدينة أرقى في ديترويت بعد الحرب. وأيضًا منذ عام 1997، (وحتى عام 2011،) غالبًا ما تم انتخاب كل من جوني وريتشارد توماس سنويًا لمجلس البهائي الإقليمي لما كان يسمى في البداية بالولايات المركزية وسُمّي لاحقًا بمجلس البهائي الإقليمي لولايات البحيرات العظمى. توفي والد جوني، هوبرت في مانينغ، أيضًا في عام 1997، وتم تعيين جوني مديرًا لبرنامج التخطيط الحضري والإقليمي في جامعة ميشيغان (حتى عام 2000.)
عام 1998 يبدو أنه كان هادئًا بالنسبة لعائلة توماس - ولكن في عام 1999 تم تعيين جون مديرة لبرنامج المتعاونين الحضريين في إم إس يو إكستنشن (حتى عام 2001)، وكان توماس محاضر ذكرى حسن م. بلايوزي لمؤتمر أي بي إس. في العام التالي قام توماس بتدريس سلسلة من الصفوف حول الوحدة العرقية لمعهد ويلمِت.
2000 كان عامًا آخر هادئًا من التعليقات العامة على توماس'. في 2001 تم تعيين جون كمدير مشترك لبرنامج المتعاونين الحضريين، ملحق جامعة ولاية ميشيغان (MSUE)، ومدير مشترك لشراكات التخطيط الحضري، وهي مبادرة تواصل. نشر توماس مقالاً بعنوان "حركات الوحدة بين الأعراق والمتعدة الأعراق في الولايات المتحدة: نماذج السلام العالمي"، في مجلة النظام العالمي. ونجحت جافيل في مراجعة المشاريع MRULE لأطروحة الدكتوراه الخاصة بها مع توماس كرئيس لجنة الأطروحات.
في عام 2002، تم تسليط الضوء على شعر توماس و"ريتشارد" آخر في جامعة ولاية ميشيغان في مقالة صحفية في لانسنغ. في نفس العام، أصدر توماس أيضًا كتابًا جديدًا بعنوان التغلب على الانقسامات العرقية في المجتمعات الحضرية في ميشيغان، "يقوم بتحليل تاريخي لمنظمات ومجموعات مختارة كانت تعمل على التغلب على الانقسامات العرقية في مجتمعين حضريين منفصلين بصورة كبيرة من الناحية العرقية: المجتمع المتروبوليتاني في ديترويت والمجتمعات في بينتون هاربور/سانت جوزيف." في نفس العام، توفيت والدة يونيو، إثيل أ. مانينغ، في سبتمبر.
في عام 2003 تم ذكر توماس في لجنة الأطروحة لولبرت جنكينز حول تشارلستون SC بعد الحرب الأهلية، وكان مصدر إلهام لطالب درجة الماجستير في جامعة جامعة ولاية ميشيغان الذي وسع المراجعة والعمل لـMRULE.
إصدار آخر من نظام عالمي في عام 2004 تضمن مقالات من توماس وجون كل منهما. كما زار توماس مسؤولي ان اي اي سي بي ومركز سواحل نيوهامبشاير الثقافي الأفريقي الأمريكي بالقرب من مدرسة غرين أكر البهائية في الذكرى المئوية لمعاهدة بورتسموث في عام 1905 التي أنهت الحرب الروسية اليابانية "لمناقشة بناء مجتمعات متعددة الأعراق."
في عام 2005، لاحظ الباحث كريستوفر بك اهتمام توماس بتوثيق مساهمات أولين بلاك بهائي آلان لوك. سُجل أيضًا إعطاء توماس محاضرة استنادًا إلى ورقة في حيفا، إسرائيل، وربما أثناء الحج. قامت الورقة بمراجعة ظروف البهائيين البلاك الأوائل. وقد استُخدم نص توماس فهم الوحدة العرقية في بعض الدورات في جامعة ولاية ميشيغان ومع MRULE حيث اعتقد أحد المراقبين أن التغيير في علاقات الأعراق كان يمضي قدمًا في جامعة ولاية ميشيغان وركزت بعض الدورات أيضًا على الإسهامات البهائية في هذا الموضوع. كما خدم توماس في معهد ويلميت، وهو مؤسسة دراسات بهائية تأسست في عام 1995 لتقديم دروس حول الديانة التي انتقلت إلى نهج دراسي عبر الإنترنت إلى حد كبير يضم حوالي 50 دورة لآلاف الطلاب من حوالي 100 دولة.
في عام 2006 عملت جون في مشروع مجموعة اهتمام المخططين الملونين ثم كانت الرئيسة المشاركة المؤسسة في تنظيمها كجزء من رابطة مدارس التخطيط الكلية بينما صدر أنوار الروح: صور تاريخية لبهائيين سود في أمريكا الشمالية، 1898–2004،  النص الذي طال انتظاره لمراجعة العديد من البهائيين السود الأوائل والذي كانت توماس مساهمة في تحريره وكتبت ثلاثة فصول منه؛
- مقدمة إلى الديانة البهائية، الصفحات 18–5
- "بؤبؤ العين": الأمريكان الأفارقة وصنع المجتمع البهائي الأمريكي، الصفحات 48–19
- نشر العطور الإلهية: البهائيون الأمريكيون الأفارقة في التوسع العالمي للديانة البهائية، 1963–1937 الصفحات 121–95

في ذلك العام نشرت توماس أيضًا مراجعة لكتاب الحرب الأخيرة – العنصرية، الروحانية، ومستقبل الحضارة الذي اعتقدت أنه في طريقه ليكون كلاسيكيًا في مجال المراجعة الأكاديمية للعنصرية والحاجة إلى تقديم الروحانية في الدوائر الأكاديمية.
في عام 2007 تم تعيين يونيو كأستاذة مئوية لبرنامج التخطيط الحضري والإقليمي في جامعة ميشيغان. في جامعة ولاية ميشيغان ساهم توماس في كتاب حالة السود في ميشيغان، 1967–2007. وتم تجميع شعره من قبل أميري باراكا ولاري نيل.
كان توماس في لجنة التخطيط للفعالية الثانية "الدين والروحانية للسود في القرن الحادي والعشرين" في نوفمبر 2007 في جامعة ولاية ميشيغان وعقد جلسة تتناول الكتاب أنوار الروح: صور تاريخية للبهائيين السود في أمريكا الشمالية، 1898–2004.
في عام 2007، انضم توماس و جون إلى ابنهما علي في كتابة رسالة إلى محرر مجلة حوليات الطب الباطني حول العنصرية في الممارسة الطبية.
كان توماس جزءًا من مناقشة لجنة، "الندوة السنوية الثانية للويس جريجوري حول وحدة الأعراق"، في جامعة هيوستن-تيلوتسون برعاية البهائيين في أوستن، وزارات الأديان المشتركة في منطقة أوستن، وجامعة هيوستن-تيلوتسون، ورابطة الحكومة الطلابية في عام 2008.
في عام 2009، ساهم توماس بمحاضرة لشهر تاريخ السود مع عرض مسجل في كلية غراند رابيدز المجتمعية يعلق فيها على انتخاب الرئيس أوباما. تعاون توماس في مؤتمر أكتوبر 2010 الذي شاركت في رعايته وتنظيمه ABS ومكتب الاتصالات للجمعية الروحية الوطنية للولايات المتحدة الذي عقد في مدرسة لوهيليين البهائية.

### الأكاديمي المتقاعد والبهائي النشط
في عام 2011-2، تقاعد توماس من جامعة MSU، ثم عاش في يبسيلانتي. كان لا يزال مستشارًا لرسالة الدكتوراه بشكل مباشر وبشكل غير مباشر. تم دراسة برنامج MRULE في جامعة جامعة ولاية ميشيغان أيضًا.
في عام 2012 ظهر توماس في برنامج الراديو The Takeaway حيث أجرت المقابلة سيليست هيدلي حول موضوع "التقليد الآخر" في مؤتمر حول وحدة العرق مع ويليام سميث ودور "الصداقة". ثم شارك توماس في دورة معهد ويلمِت حول العمل الاجتماعي والخطاب العام. في ذلك العام نُشرت تاريخ بي إم جي. استمرت لمدة 25 عامًا باعتبارها منظمة بهائية وطنية بهدف نهضة الرجال السود لخدمة الدين. نما الاجتماع السنوي للمجموعة إلى 200 شخص، وبدأت الحاجة إلى تقييد الحضور، ثم تفرعت إلى اجتماعات إقليمية. في عام 2012 أشادت الهيئة الإدارية الدولية للبهائيين، بيت العدل الأعظم، بحقيقة أن الرجال السود كانوا قد استنهضوا واستطاعوا توطين العملية وقامت بإنهاء المجموعة الوطنية.
في عام 2013، أصبحت جوني رئيسة جمعية مدارس التخطيط الجامعية (بعد أن كانت مسؤولة صاعدة منذ 2011)، وشارك توماس في تأليف ديترويت: اضطرابات عرقية، صراعات عنصرية، وجهود لسد الفجوة العرقية.
توماس ألقى محاضرة لجمعيات المدنية والأدبية والإغاثة المشتركة في ديترويت في عام 2013، وكان المتحدث الرئيسي لاجتماع ABS.
أُجريَت مقابلة فيديو مع ريتشارد توماس في مؤتمر إيه بي إس في عام 2013 "حول المنحة الدراسية والتعلم والعمل في مجال علاقات العرق". كما نُشرت لتوماس كتاب بعنوان التواصل وفقدان الحقوق: قضايا الصحة الاجتماعية والتداعيات. قدّم توماس وجو داردن عرضًا حول التاريخ الأسود وأحداث الشغب في ديترويت لقسم الدراسات الأمريكية الأفريقية والأفريقية في جامعة ولاية ميشيغان، وأُصدر فيلم وثائقي عن بي إم جي.
في عام 2014 تم الإشادة بـ توماس لدعمه منح للنساء السود، وتم منحه جائزة من الجمعية التاريخية لميشيغان، وقدم عرضًا في المؤتمر الوطني لمنتدى الصداقة العرقية.
في عام 2015، ألقى توماس محاضرة في كلية واشتناو المجتمعية في آن آربر حول موضوع "التقليد الآخر".
في عام 2017 ظهر توماس مع كاتب مشارك له في العديد من المشاريع، جو داردن، في جمعية الجغرافيين الأمريكيين،  كما نشر مراجعة لكتاب لويس فينترز لا توجد كنيسة جيم كرو: أصول مجتمع البهائيين في ولاية كارولاينا الجنوبية. وقدم عرضًا عن ال BMG،  وتم تصويره كجزء من مراجعة بهائية تتناول قضايا العنصرية عن برنامج نقاش شامل في الجامعة لتعليم قبول التنوع لأعضاء هيئة التدريس والطلاب في الكلية.

## مشاريع
على مدار حياة توماس، شارك أيضًا في أعمال خدمة معينة في مختلف الظروف.
- في عام 1964 شارك توماس في مشروع أُطلق من مدرسة لوهلين البهائية لمجتمع البهايي في غرينفيل، كارولاينا الجنوبية، الذي كان يقوم بدمج مدارسه في ذلك الخريف.[33][34]
- الخدمة خلال صعوده في جامعة ولاية ميشيغان

في عام 1969، كطالب في السنة النهائية في جامعة ولاية ميشيغان، شارك توماس في تأسيس برنامج مساعدات للسود في الحرم الجامعي. في عام 1979 كان توماس أستاذًا مشاركًا في دراسات العرق والإثنية وكان جزءًا من البرنامج الجديد في قسم الدراسات حول حقوق الإنسان بما في ذلك تاريخ السود والاضطهاد.
- كان توماس أحد مؤسسي "الآباء، إنك." في ديترويت عام 1986.[144]
- تجربة العيش متعددة الأعراق (MRULE)

بدأ تنفيذ مشروع العيش بوحدة متعددة الأعراق (MRULE) في عام 1996. قام توماس بتأسيس مشروع MRULE بعد محاكمة/حكم أو جي سيمبسون في أكتوبر 1995.:4m16s:2m5s تم الاقتراب من توماس بواسطة نائب رئيس الجامعة حينها لوي آنا سيمون من جامعة ولاية ميشيغان:26m لتقديم وسيلة لحل التوترات العرقية في ظل تزايد التنوع في الحرم الجامعي. جلب توماس جن غازيل، طالبة دراسات عليا حاليًا وشركتها الاستشارية الصغيرة. بدأت MRULE بعد ذلك في التطور حيث كانت تعمل في قاعات السكن وطرحت المفهوم الأساسي للوحدة العضوية للبشرية، وأدوات للمشاركة القائمة على المناقشة، والعديد من الدرجات من دراسة العملية. تم الانتهاء من دكتوراه غازيل في تقييم مشاريع MRULE مع توماس كقائد لجنة أطروحتها في عام 2001 وكذلك إلهام أبحاث موازية في أماكن أخرى.
- التقليد الآخر – تاريخ النضال العرقي للكفاح من أجل العدالة والوحدة والحب والزمالة.[167]:p.xv

قام توماس بعمل أكاديمي حول موضوع أطلق عليه اسم "التقليد الآخر" بعد سنوات عديدة من تدريس قضايا العرق. كان يدرس علاقات الأعراق في جامعة ولاية ميشيغان مثل فصل "العنصرية واتنوصرية".:22m10s:22m33s:40s بعد حوالي 15 عامًا من تدريس الفصل، كان قلقًا بشأن الطلاب المحبطين وكشف عن حالات من التعاون والاحترام عبر الأعراق التي شعر أنها لم تكن موثقة.:23m:1m35s شعر أيضًا أن الباحثين قد ركزوا على العنف والاضطهاد باستثناء حالات التعاون.:5m5s بدأ لأول مرة في الاهتمام بالعمل في عام 1981 في مؤتمر في جامعة وارويك حيث قدم ورقة عن مجموعات عرقية مختلطة تشكلت بعد أعمال الشغب في ديترويت مشيراً بشكل خاص إلى سيولة الروابط العرقية – كما واجه مقاومة لتشكيل هذه المجموعات.:10m لاحظ أن الزملاء والطلاب في الفصول لم يصدقوا وجود حالات فعلية من التعاون العرقي مما دفعه إلى المساهمة بفصل في كتاب ديترويت: العرق والتنمية غير المتكافئة من عام 1987.:6m10s شعر "بالاضطرار لتضمين تاريخ "التقليد الآخر" في علاقات العرق الأمريكية، ألا وهو: تاريخ النضال العرقي من أجل العدالة والوحدة والحب والزمالة. اعتقدت أنه من الضروري أن يعرف الناس كل من تاريخ العنصرية وتاريخ من ناضلوا ضد العنصرية وتصوروا نظامًا اجتماعيًا يقبل فيه الناس بعضهم البعض كأفراد متساوين ولديهم تقدير عميق لبعضهم البعض كأفراد في الأسرة البشرية الواحدة.":p.xv كان الوحدة العرقية: ضرورة للتقدم الاجتماعي من عام 1991 والمراجع عام 1993، هو أول منشور استخدم مصطلح "التقليد الآخر".:12m7s في هذا الموضوع، يشمل توماس ذكر:26m18s... تمرد بيكون، الجنود السود والبيض خلال حرب الاستقلال الأمريكية في صف بريطانيا، الإبطالية في الولايات المتحدة، التعاون الأسود والأبيض في السكة الحديدية تحت الأرض، جون براون، الجنود السود والبيض خلال الحرب الأهلية الأمريكية، الشقيقتان غريمكي، فترة فرسان العمل وعصر إعادة الإعمار العام، الجمعية الوطنية للنهوض بالملونين، الدين البهائي، بناء تحالفات بين الأعراق في الحزب الديمقراطي، الحزب الشيوعي الأمريكي والأمريكيين الأفارقة، مدرسة هايلاندر فولك، مؤتمر الجنوب لرعاية الإنسان، وصندوق التعليم الذي طورته، الكنيسة من أجل زمالة جميع الشعوب، حركة الحقوق المدنية، "المجتمع المحبوب" لمارتن لوثر كينغ جونيور، صيف الحرية ومسيرات الحرية المختلفة، منظمة ديترويت "فوكس هوب"، وMRULE.:22m37s لاحظ بعض مراجعي فهم الوحدة العرقية: دراسة عن علاقات العرق في الولايات المتحدة أن توماس تجاهل مسألة فعالية الجهود المبذولة للوحدة العرقية. لاحظ أحدهم ذلك وراحظ أن توماس رأى زيادة في العنصرية منذ السبعينيات، وأن جهده كان يهدف إلى تسليط الضوء على أمثلة للأشخاص الذين عملوا من أجل الوحدة و"تاريخ الكفاح الشجاع من أجل العدالة العرقية" والعمل في اتجاه مشابه لأعمال أخرى رغم أنه ربما أخطأ في تقدير قيمة الاحتجاجات. لاحظ آخر مسألة الفعالية كذلك كما دعا إلى وجود كتلة نقدية متنوعة الأعراق يمكن أن "تكسر دورة الاستقطاب والتشتت العرقي" وحيث أشار إلى المؤسسات التي وثقها توماس والتي ساهمت في العدالة والوحدة العرقية لكنه أراد المزيد من التطوير للحالات ورأى أن الموضوع بشكل عام يحتاج إلى فهم أوسع من الفرداني والنفساني الذي يمكن أن يصل إلى حد الفعالية. لاحظت مراجعتان موجزتان أن العمل كان "الأول في عقد من الزمن" حول الموضوع، وصادق. اعترف توماس أيضًا بأنه لم يتحدث عن فعالية الجهود.:11m46s

## منشورات
- الشعر الأسود

- مُدرج في مجموعة تسعة شعراء سود في عام 1968.
- مُدرج في مجموعة مجرة من الكتابات السوداء في عام 1970.
- مُدرج في مجموعة الساحل الثالث في عام 1977.
- مُدرج في مجموعة النار السوداء: مختارات من الكتابات الأفرو-أمريكية في عام 2007.

- الدراسات السوداء

- أطروحة الماجستير حول كارتر جي. ودسون.

- السود في ديترويت

- رسالة دكتوراه من فلاح إلى بروليتاري: تكوين وتنظيم الطبقة العاملة الصناعية السوداء في ديترويت، 1915–1945
- فصل من السود والشيكانو في ميشيغان الحضرية
- شارك توماس في كتابة ورقة "حالة ديترويت السوداء: البناء من القوة، تقليد الاعتماد على الذات للسود في ديترويت" والتي نُشرت في كتابين.
- فصل من ديترويت: العرق والتنمية غير المتكافئة وتمت مراجعته
- الحياة بالنسبة لنا هي ما نصنعها: بناء مجتمع السود في ديترويت، 1915–1945
- محاضرة عن العلاقات العرقية في 2014 حول الحياة بعد أعمال شغب ديترويت 1967.:23m5s

- السود في ميشيغان

- جسر الفجوات العرقية في المجتمعات الحضرية لميشيغان
- شارك في كتابة حالة السود في ميشيغان، 1967–2007 نشر في 2007 عن طريق مطبعة جامعة ولاية ميشيغان.
- شارك في كتابة فصل في التواصل والتهميش: قضايا الصحة الاجتماعية وانعكاساتها

- عن السود، قضايا العرق، والدين البهائي

- ساهم في فصل في كتاب حلقة الوحدة
- الوحدة العرقية: ضرورة للتقدم الاجتماعي من عمل تم في 1991 وتم نشر طبعة منقحة في 1993
- فصل نشر في العدالة الاجتماعية والتمويل الخيري بعنوان "دور المجتمع البهائي الأمريكي في معالجة الظلم العرقي وعدم وحدة الأعراق".
- أنوار الروح: صور تاريخية للبهائيين السود في أمريكا الشمالية، 1898–2004
- قصة تجمع الرجال السود البهائيين احتفالًا بخمسة وعشرين عامًا، 1987–2011

- التقليد الآخر

- الوحدة العرقية: ضرورة للتقدم الاجتماعي كانت أول نشرة تستخدم مصطلح "التقليد الآخر".:12m7s
- فهم الوحدة بين الأعراق: دراسة لعلاقات الأعراق في الولايات المتحدة

- سير ذاتية: "تعاليم البهائية حول الوحدة العرقية: تأثيراتها على مسيرتي الأكاديمية" في البَهائية في دراسات الأمريكيين الأفارقة، كتب ليكسينغتون، 2023.

- متقاعد

- ريتشارد والتر توماس (13 يوليو، 2023). عبدالبهاء: رائد في مكافحة العنصرية، الوحدة العرقية، وتنوع الثقافات. عبدالبهاء في ستانفورد: مؤتمر مئوي (يوتيوب). سان فرانسيسكو، كاليفورنيا: برنامج الدراسات الإيرانية في ستانفورد. مؤرشف من الأصل في 2023-07-14. {{استشهاد بوسائط مرئية ومسموعة}}: تحقق من التاريخ في: |تاريخ= (مساعدة)